# David Heinemeier Hansson
David Heinemeier Hansson (ur. 15 października 1979) – duński programista, twórca frameworka Ruby on Rails.

## Życiorys
Jeden z programistów znanej grupy 37signals, która stworzyła takie aplikacje jak m.in.: Basecamp, Backpack czy Tada. Od listopada 2005 mieszka w Chicago (USA), gdzie główną siedzibę ma 37signals.
W 2005 został nagrodzony przez firmę Google tytułem Best Hacker Of The Year.
Od 2010 roku startuje w wyścigach samochodowych, między innymi w 24-godzinnym wyścigu Le Mans. W 2014 roku został zwycięzcą tego wyścigu w klasie LMGTE Am.